# 叶企孙
葉企蓀（1898年7月16日—1977年1月13日），也作葉企孫，名鴻眷，字企蓀，以字行，男，漢族，江蘇省上海縣人，中國物理學家、物理教育家，中國近代物理學的奠基人之一，中央研究院院士。曾為數學家華羅庚、“兩彈一星”計畫的多位物理學家的老師。

## 生平

### 早年及留学生涯
叶鸿眷1898年7月16日生于上海縣唐家弄一書香門第。曾祖蔼臣公在清朝道光年间当过官，晚年在家研究礼学，参与编纂《同治上海县志》；祖父叶佳镇曾获得国子监簿街封赏，官至五品；父亲叶景澐是1894年甲午江南乡试第15名举人，曾任敬业学堂校长、清华学堂国文教员、上海教育会会长等职务，参与编纂上海县志。
1907年，叶鸿眷到父亲主持的上海敬业学堂读书。1911年初，清政府将游美学务处改为清华学堂，叶鸿眷报考清华学堂获得录取，成为清华学堂的第一批学生中的一员。1911年10月因武昌起义爆发，清华学堂停课，叶鸿眷转读江南制造局兵工中学。1913年夏清华学堂在上海恢复招生。叶鸿眷改名叶企孙，再次报考并被录取。  
1918年6月于清华学校毕业，到美国芝加哥大学学习物理，1920年获物理学学士学位。同年9月叶企孙入读哈佛大学研究生院攻读博士学位，导师是诺贝尔奖得主、高压物理创始人珀西·布里奇曼。
在哈佛大学读书期间，叶企孙主要完成了两件工作。第一件是，在哈佛教授威廉·杜安指导下，叶企孙与H. Palmer合作用X射线测定普朗克常数，于1921年在美国国家科学院院刊上发表论文"A re-measurement of the Radiation constant, h, by means of X-Rays"（《用X射线法重新测量辐射常数h》），其数值精确到小数点后第2位。
第二件工作在导师珀西·布里奇曼指导下，开展测量流体静压力对铁磁材料磁化率的影响的研究，工作于1923年完成，研究成果作为他的博士论文于1925年发表
。
此两件工作均是在导师指导下进行，并非独立完成。
1923年6月，叶企孙获得哈佛大学物理学博士学位，10月到欧洲旅游，1924年3月回到上海。

### 抗战前的发展
1924年4月叶企孙获任国立东南大学（1928年改为中央大学，1949年改名南京大学）物理系副教授，其间经东大化学系教授任鸿隽介绍加入中国科学社，担任《科学》杂志编辑。
1925年清华学校创立大学部，他应聘物理学副教授，把刚从东南大学毕业的赵忠尧、施汝为带到清华担任助教。1926年清华学校大学部调整，开设学系。叶升为正教授并继梅贻琦担任物理系主任。1929年清华大学理学院成立，出任理学院院长，被推举为决定学校重大政策的7位评议员之一，此后一直是清华大学的核心领导人物之一。
叶企孙住在原为外国教授住宅的清华北园7号，有工人负责饮食。清华的几个单身教授也前往一同吃饭，并趁吃饭之机商议校政，策划教育改革。这样的一个“少壮派”教授群，清华校史称之为“北园7号饭团”。
1926年到1937年间，叶企孙先后聘请熊庆来、吴有训、萨本栋、张子高、黄子卿、周培源、赵忠尧、任之恭等著名教授到清华任教。以吴有训为例，吴曾经协助导师阿瑟·康普顿验证康普顿效应，1931年叶企孙在德国，通过赵忠尧的介绍，聘请到哈勒大学进行研究工作。他随叶企孙到清华制造仪器设备，直至抗战开始才转至协和医学院工作。吴有训回国后一年多时间内曾转任多家大学老师，叶企孙以比自己的薪水还高的薪水将他聘请过来。另仅有初中文凭，由熊庆来提携的华罗庚，也是在叶企孙的支持下进入清华，从助理员做起担任教职，后更被叶保送到英国剑桥大学深造。

### 抗日战争至中共建国前
抗日战争爆发后，叶企孙本来负责协助清华资产转移至西南联大，但由于日军迅速占领了北平，他只好跟学生熊大缜逃到天津租界，协助学校人员转移到重庆。
熊大缜是叶企孙的得意学生，叶原来打算保送他到德国留学，但他一心想到由共军方面吕正操领导的冀中抗日根据地参与抗日。在叶的支持下，熊大缜前往战区担任冀中军区供给部部长，并吸收了一批支持抗日的清华学生。他们利用专业知识为根据地制造烈性炸药、地雷、雷管，熊又利用自己的关系及叶企孙的支持购得无线电等军需品，大大缓解了当时共军缺乏弹药支持的困局。但在国共两党的冲突中，熊大缜因失言被诬陷为“钻入革命队伍中的特务”，由晋察冀军区“锄奸队”（舒同時任军区政治部主任）秘密逮捕并由康生指揮处决，由于当时子弹奇缺，被用石头砸死。
叶企孙到达后方后出任西南联合大学教授、西南联大理学院院长。
1946年，中华民国选拔优秀学生到美国深造，在叶企孙的支持下，西南联大理学院的名额分配给本科尚未毕业的李政道。
1948年，當選為中央研究院第一屆院士。

### 1949年后至文革前
1949年春，解放军和平入城，叶企孙出任清华大学校务委员会主任。1952年中国高等院校院系调整，叶企孙被调入北京大学，搬出清华北园7号，入住北京大学未名湖畔的镜春院。
他是中国物理学会的创始人之一，几次出任副理事长、理事长。1955年当选为中国科学院数学物理学部学部委员。他也数次为熊大缜案提议平反，有人认为这实际上导致其在文革中受到迫害。

### 文革至逝世
“文化大革命”开始后，吕正操受到政治攻擊。打击者提出当年的熊案，而作为熊大缜导师的叶企孙，在连中国国民党党员都不是的情况下，被指控为国民党中央俱樂部（CC）在清华的核心人物。1967年6月，叶企孙作为“反革命分子”被北大红卫兵揪斗、关押、停发工资，并送往“黑帮劳改队”。叶曾一度精神失常，产生幻听。1968年4月，中央军委办公厅正式对叶发出逮捕令，连续八次对其进行审讯，迫其多次书写“笔供”，他只是回答“据吾推测……是因为吾对于各门科学略知门径，且对于学者间的纠纷尚能公平处理，使能各展所长。”。1969年11月，因为缺乏实质证据，叶被释放回到北大居住，但仍以“中统特务嫌疑”受隔离审查。
政府发给叶企孙每月50元生活费。这时他两脚肿胀，前列腺肥大，小便失禁，身体弯成90度。1972年5月，北京大学对他作出“敌我矛盾按人民内部矛盾处理”的结论；6月恢复其教授待遇，也恢复了每月350元的工资，在北大中关村园给他分配了一套一室一厅的住房。 有一次，叶企孙在马路上遇上钱三强，钱过来打招呼，叶马上叫他离开，以免影响到他。
赵元任、任之恭、林家翘、戴振铎、杨振宁等人回国时提出要探望叶企孙，均被政府拒绝。1975年隔离审查解除，1976年春节陈岱孙、吴有训、王竹溪、钱伟长等人方有机会探访他。
1977年1月10日，叶企孙侄子叶铭汉交工资给叔父，发觉他病情恶化。第二天叶企孙被送往北大医院，又立即转送北医三院。1977年1月13日21时30分，叶企孙去世。后葬于上海福寿园海港陵园。

## 身后
1977年1月19日，叶企孙追悼会在八宝山举行，约200人受到邀请到会。悼词对他1949年以前的50年历史只字未提，在学术贡献方面只提及他做过有益工作。
他的侄子叶铭汉为给叔父平反，曾给北京大学、中共中央统战部、中共北京市委反映情况，均未获得答复。
1986年8月20日，中共河北省委发出《关于熊大缜问题的平反决定》，认定熊大缜案为冤案，并称“叶企孙是无党派人士，爱国的进步学者……”。清华校友写信给吕正操将军，要求为叶企孙平反。1987年，叶企孙的平反文件正式公布。1987年2月26日，《人民日报》发表文章《深切怀念叶企孙教授》。
1990年，清华大学物理系校友在清华设立“叶企孙奖”。1992年，海内外127位知名学者联名向清华大学提议为叶企孙建立铜像，1995年叶企孙铜像落成仪式在清华大学举行，铜像安放在清华新区第三教室楼。
2000年，中国物理学会为纪念胡刚复等五位物理学界前辈，设立了胡刚复、饶毓泰、叶企孙（叶企荪）、吴有训、王淦昌物理学奖；其中，叶企孙物理奖授予凝聚态物理方面有突出成就的物理学家。
2003年9月15日，五位物理大师的铜像在北京大学落成。这五位大师分别是饶毓泰、叶企孙、周培源、吴大猷和王竹溪。
2010年12月7日，纪念叶企孙的同名话剧《叶企孙》在清华大学首演。

## 人才培养
叶企孙被称为中国近代物理学的奠基人之一，中国物理学界最早的组织者之一，对中国物理学研究、理科研究、教育事业乃至世界科学发展作出了巨大贡献。杨振宁、李政道、王淦昌、钱伟长、钱三强、王大珩、朱光亚、周光召、邓稼先、陈省身等人都曾是他的学生，华罗庚曾受到他的提携。中华人民共和国建国后23位“两弹一星功勋奖章”获得者中，有半数以上曾是他的学生，因而有人称他“大师的大师”。

## 延伸阅读
- 虞昊、黄延复 著：《中国科技的基石——叶企孙和科学大师们》，复旦大学出版社，2000年10月 ISBN 7309026489
- 邢军纪 著：《最后的大师：叶企孙和他的时代》，北京十月文艺出版社，2010年7月 ISBN 978-7-5302-0981-3